# Nouveau Conseil général d'Andorre
Le nouveau Conseil général d'Andorre (en catalan : Nou Consell General d'Andorra) est le bâtiment accueillant le Conseil général d'Andorre depuis 2011 en remplacement de la Casa de la Vall, située juste à côté, à Andorre-la-Vieille. Le bâtiment administratif du gouvernement d'Andorre est situé non loin de là.
Il accueille aussi l'agence de protection des données.
Les sessions ordinaires du parlement se déroulent dans le nouveau bâtiment tandis que les sessions traditionnelles (session constitutive ou session de Saint-Thomas) restent à la Casa de la Vall.

## Histoire
En 1996, lors de la première législature, une commission fut créée pour projeter un nouveau siège pour le Conseil général, la Casa de la Vall étant devenue trop petite pour le parlement.